# Mouvement propre

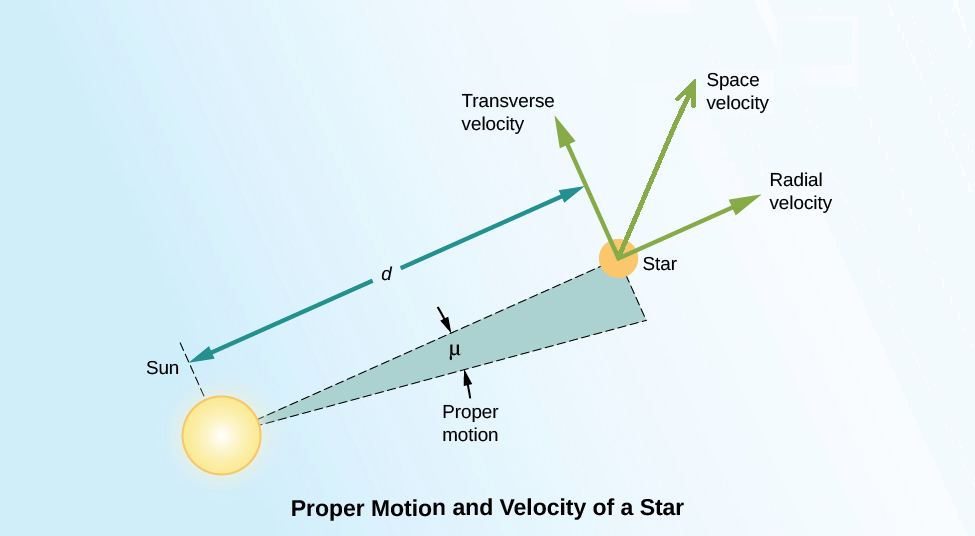
La relation entre le mouvement propre μ d'un corps et les composantes de la vitesse par rapport au Soleil.

En astronomie, on appelle mouvement propre le mouvement apparent des étoiles sur la sphère céleste vue de la Terre. Il fut découvert en 1718 par Edmund Halley lorsqu'il remarqua que les positions de Sirius et d'Arcturus s'écartaient de plus d'un demi-degré de celles mesurées par Hipparque environ 1850 ans auparavant. Il mentionna également qu'une occultation d'Aldébaran par la Lune avait eu lieu en l'an 509.
À première vue, les étoiles semblent occuper une position fixe sur la sphère céleste. Cela signifie qu'elles formeraient toujours les mêmes astérismes et que, par exemple, la Grande Ourse aurait exactement la même apparence dans un siècle que celle qu'elle a actuellement. Cela n'est pas exact : des observations précises et étalées dans le temps montrent que les constellations changent lentement de forme et que les étoiles se déplacent les unes par rapport aux autres. C'est pourquoi ce mouvement est qualifié de propre car il représente le mouvement individuel d'une étoile. Il s'oppose au mouvement impropre, qui affecte les coordonnées de toutes les étoiles dans la même mesure : celui-ci est causé par les mouvements de précession et de nutation de l'axe de rotation de la Terre, ainsi que par l'aberration de la lumière. Seul le mouvement propre correspond à un mouvement réel des étoiles, ou plus exactement à 2 des 3 composantes de ce mouvement réel, puisque la « sphère céleste » n'est que le résultat d'une perspective conique, la fuite ou le rapprochement éventuel de l'étoile étant occulté par cette projection centrale.
L'étoile de Barnard possède le mouvement propre le plus élevé de toutes les étoiles : 10,3 secondes d'arc par an ; c'est-à-dire qu'elle parcourt dans le ciel un angle égal au diamètre apparent de la Lune (1/2°) en 180 ans. Un mouvement propre élevé est généralement une forte indication de la proximité de l'étoile en question ; par exemple l'étoile de Barnard est la deuxième étoile la plus proche du Soleil si on considère le système Alpha Centauri comme un tout.
Les mouvements propres de plusieurs millions d'étoiles sont consignés dans le catalogue Tycho.
En 2005 a été réalisée la mesure du mouvement propre de la galaxie du Triangle, une première pour une galaxie extérieure à la Voie lactée.

## Coordonnées du mouvement propre
On utilise un système de coordonnées équatoriales fixé (par exemple J2000), système de coordonnées sphériques dans lequel un objet céleste possède une déclinaison {\displaystyle \delta } et une ascension droite {\displaystyle \alpha }. Ces coordonnées peuvent évoluer au cours du temps, et on définit leurs dérivées par rapport au temps {\displaystyle \mu _{\delta }={\frac {\mathrm {d} \delta }{\mathrm {d} t}}} et {\displaystyle \mu _{\alpha *}=\mu _{\alpha }\cos(\delta )=\cos(\delta ){\frac {\mathrm {d} \alpha }{\mathrm {d} t}}}. Ce dernier coefficient {\displaystyle \cos \delta } conserve les surfaces et assure que le mouvement propre total est donné en norme par {\displaystyle \|\mu \|^{2}=\|\mu _{\delta }\|^{2}+\|\mu _{\alpha *}\|^{2}}.

## Étoiles ayant un mouvement propre élevé
Le tableau ci-dessous liste les étoiles du catalogue Hipparcos ayant les mouvements propres les plus élevés. Il ne comprend pas les étoiles telles que l'étoile de Teegarden (de magnitude apparente 15,4) qui sont trop faibles pour ce catalogue.
| # | Étoile              | Mouvement propre | Mouvement propre | Mouvement propre                    | Vitesse radiale (km/s) | Parallaxe (mas) | Magnitude apparente |
| # | Étoile              | μα* (mas/an)     | μδ (mas/an)      | {\displaystyle \\|\mu \\|} (mas/an) | Vitesse radiale (km/s) | Parallaxe (mas) | Magnitude apparente |
| - | ------------------- | ---------------- | ---------------- | ----------------------------------- | ---------------------- | --------------- | ------------------- |
| 1 | Étoile de Barnard   | -798,71          | 10337,77         | 10368,58                            | -106,8                 | 549,30          | +9,57               |
| 2 | Étoile de Kapteyn   | 6500,34          | -5723,17         | 8660,78                             | +245,5                 | 255,12          | +8,85               |
| 3 | Groombridge 1830    | 4003,69          | -5814,64         | 7059,71                             | -98,0                  | 109,22          | +6,42               |
| 4 | Lacaille 9352       | 6766,63          | 1327,99          | 6895,71                             | +9,7                   | 303,89          | +9,75               |
| 5 | CD -37 15492 (GJ 1) | 5633,95          | -2336,69         | 6099,3                              | +23,6                  | 229,32          | +8,54               |
| 6 | HIP 67593           | 2282,15          | 5369,33          | 5834,20                             | —                      | 76,20           | +10,40              |
| 7 | 61 Cygni A & B      | 4133,05          | 3201,78          | 5228,14                             | -64,3                  | 287,18          | +5,20/+6,05         |
| 8 | Lalande 21185       | -580,46          | -4769,95         | 4805,14                             | -85,0                  | 392,52          | +7,47               |
| 9 | Epsilon Indi        | 3961,41          | -2538,33         | 4704,88                             | -40,4                  | 275,79          | +4,68               |

NB : Les valeurs de mouvement sont indiquées dans le système de coordonnées équatoriales avec mu-alpha, la valeur du mouvement en ascension droite, et mu-delta, le mouvement en déclinaison.
Le tableau suivant décrit les étoiles de magnitude apparente au plus +3, à mouvement propre élevé (au moins 612 mas/a, c'est-à-dire 0,17 degré par millénaire)
| #  | Étoile               | Magnitude apparente | Distance (al) | Mouvement propre | Mouvement propre | Mouvement propre                    | Vitesse radiale (km/s) | Parallaxe (mas) |
| #  | Étoile               | Magnitude apparente | Distance (al) | μα* (mas/an)     | μδ (mas/an)      | {\displaystyle \\|\mu \\|} (mas/an) | Vitesse radiale (km/s) | Parallaxe (mas) |
| -- | -------------------- | ------------------- | ------------- | ---------------- | ---------------- | ----------------------------------- | ---------------------- | --------------- |
| 1  | α Centauri A+B       | -0,27 (-0,01/+1,33) | 4,4           | -3608            | 686              | 3673                                | -21,6                  | 747             |
| 2  | Arcturus             | -0,04               | 37            | -1093,5          | -1999,4          | 2279                                | -5,2                   | 89              |
| 3  | β Hydri              | +2,80               | 24,4          | 2220,1           | 324,4            | 2246                                | +22,9                  | 134             |
| 4  | Sirius A+B           | -1,46               | 8,6           | -546,1           | -1223,1          | 1339                                | -7,6                   | 379             |
| 5  | Procyon A+B          | +0,37               | 11,4          | -716,6           | -1034,6          | 1259                                | -3,2                   | 286             |
| 6  | Menkent (θ Centauri) | +2,06               | 61            | -519,3           | -517,9           | 732                                 | +1,3                   | 53              |
| 7  | ε Scorpii            | +2,29               | 65            | -611,8           | -255,9           | 663                                 | -3                     | 50              |
| 8  | Altaïr               | +0,76               | 16,7          | 536,8            | 385,5            | 661                                 | -26,1                  | 195             |
| 9  | Pollux               | +1,15               | 33,7          | -625,7           | -45,9            | 628                                 | +3,3                   | 97              |
| 10 | Porrima (γ Virginis) | +2,74               | 38,6          | -616,7           | 60,7             | 620                                 | +20,1                  | 85              |

Par comparaison, des étoiles plus éloignées ont un mouvement propre beaucoup plus faible et apparaissent, sur des milliers d'années, comme des points fixes sur la sphère céleste. Par exemple, Canopus a {\displaystyle \|\mu \|}=31 mas/an et Rigel a {\displaystyle \|\mu \|}=1,9 mas/an.